# Aisby (West Lindsey)
Aisby – osada w Anglii, w hrabstwie Lincolnshire, w dystrykcie West Lindsey. Leży 24 km na północny zachód od Lincoln i 217 km na północ od Londynu.